# Othonninae
Sous-tribu
Othonninae est une sous-tribu de plante à fleurs appartenant à la famille des  Asteraceae. C'est l'une des 5 sous-tribus de la tribu  des Senecioneae. Elle contient les genres suivants ,: 

## Genres
- Euryops (Cass.) Cass.
- Gymnodiscus Less. (2 spp.)
- Hertia Less.
- Lopholaena DC.
- Othonna L..